# Mount Habel
Mount Habel är ett berg i Kanada.   Det ligger i provinsen Alberta, i den centrala delen av landet, 3 000 km väster om huvudstaden Ottawa. Toppen på Mount Habel är 3 087 meter över havet, eller 244 meter över den omgivande terrängen. Bredden vid basen är 3,2 km.
Terrängen runt Mount Habel är bergig norrut, men söderut är den kuperad.Trakten runt Mount Habel är nära nog obefolkad, med mindre än två invånare per kvadratkilometer.. Det finns inga samhällen i närheten. 
Trakten runt Mount Habel är permanent täckt av is och snö.